# Ranunculus sprunerianus
Ranunculus sprunerianus là một loài thực vật có hoa trong họ Mao lương. Loài này được Boiss. miêu tả khoa học đầu tiên năm 1843.